# 罗伯特·薛斐尔
罗伯特·威尔逊·薛斐尔（英語：Robert Wilson Shufeldt，1822年2月21日—1895年11月7日），是美国的海军少将，1882年5月22日，与朝鲜代表申櫶、金宏集签署《朝美修好通商条约》。